# Keith Herron
Pour les articles homonymes, voir Herron.
Keith Herron, né le 14 juin 1956 à Memphis, est un joueur de basket-ball américain.